# Live at the Fillmore East 2-11-69
Live at the Fillmore East 2-11-69 è un album dal vivo del gruppo musicale statunitense Grateful Dead, pubblicato nel 1997 ma registrato nel 1969.

## Tracce

### Disco 1
1. Good Morning Little Schoolgirl (Williamson) – 9:19
2. Cryptical Envelopment (Garcia) – 1:55
3. The Other One (Weir, Kreutzmann) – 6:01
4. Cryptical Envelopment (Garcia) – 6:58
5. Doin' That Rag (Garcia, Hunter) – 5:28
6. I'm a King Bee (Moore) – 5:19
7. Turn On Your Lovelight (Joseph Scott, Deadric Malone) – 17:07
8. Hey Jude (Lennon, McCartney) – 8:23

### Disco 2
1. Introduction by Bill Graham – 1:19
2. Dupree's Diamond Blues (Garcia, Hunter) – 3:57
3. Mountains of the Moon (Garcia, Hunter) – 4:50
4. Dark Star (Garcia, Kreutzmann, Lesh, McKernan, Weir, Hunter) – 12:29
5. St. Stephen (Garcia, Lesh, Hunter) – 7:50
6. The Eleven (Lesh) – 6:09
7. Drums (Kreutzmann, Hart) – 2:43
8. Caution (Do Not Stop on Tracks) (Grateful Dead) – 13:26
9. Feedback (Grateful Dead) – 4:03
10. And We Bid You Goodnight (traditional) – 9:05